# Tarama (Okinawa)
Pour les articles homonymes, voir Tarama.
Tarama (多良間村, Tarama-son) est un village situé dans la préfecture d'Okinawa, au Japon.

## Géographie

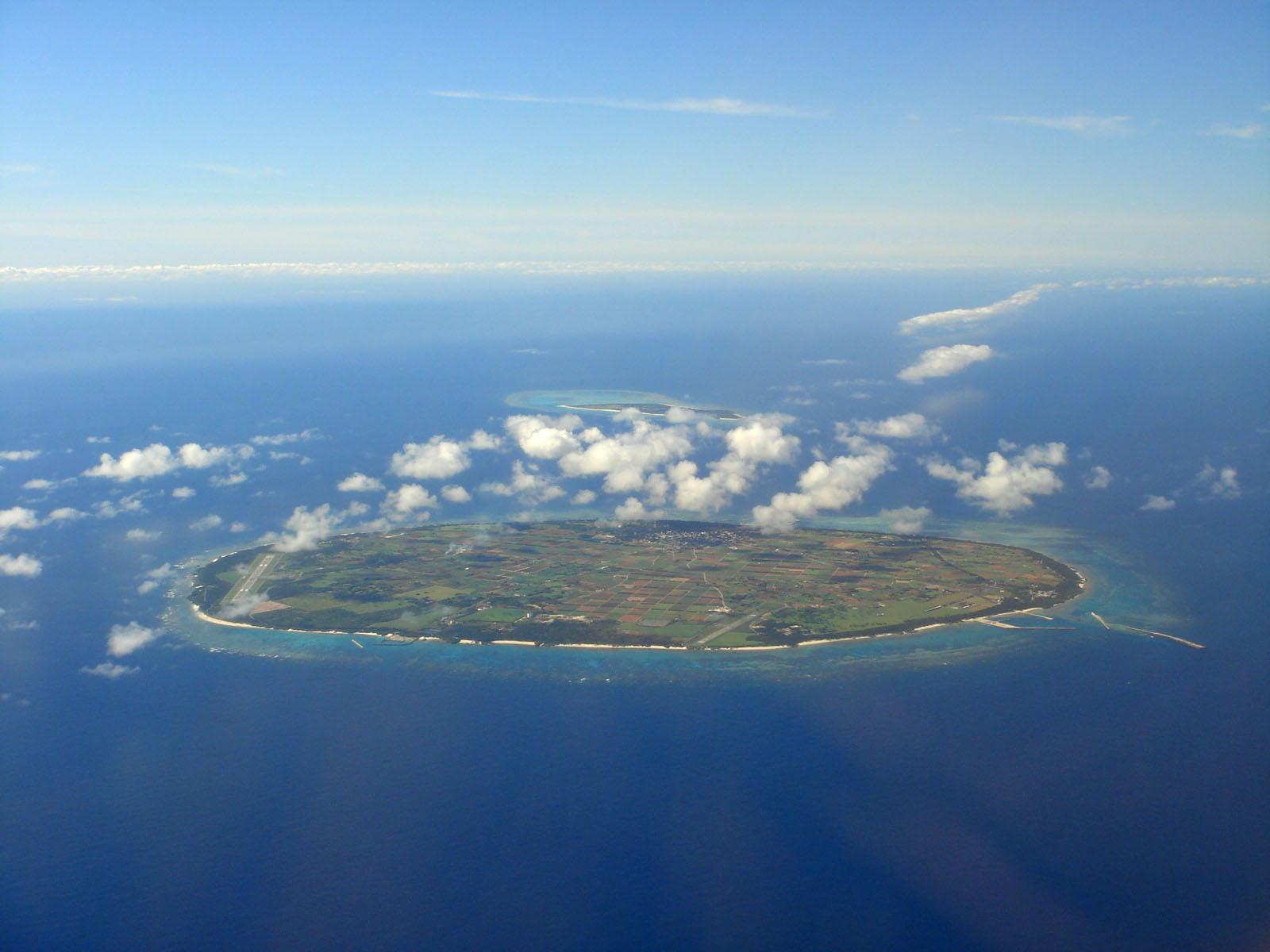
Vue aérienne de l'île de Tarama.

### Situation géographique
Le village de Tarama est composé des deux îles de Minna et Tarama, et est la seule municipalité du district de Miyako dans la préfecture d'Okinawa. Il est situé à environ 440 km au sud-ouest de Naha, la capitale de la préfecture et à environ 320 km au sud-est de Taipei, capitale de Taïwan. Il fait partie de l'archipel Sakishima.

### Démographie
Au 31 mars 2025, la population de Tarama s'élevait à 1 037 habitants répartis sur une superficie de 21,93 km2.

## Histoire
Les îles de Sakishima sont évoquées pour la première fois dans le Shoku Nihongi, un texte d'histoire du Japon dont la rédaction est achevée en 797.
Au début du XVIe siècle, les îles de Minna et Tarama sont intégrées dans le royaume de Ryūkyū.
Au début du XVIIe siècle, les forces militaires du clan Shimazu venues de la province de Satsuma mènent à bien l'invasion du royaume. L'archipel devient un État vassal du clan Shimazu.
En 1771, un mégatsunami provoqué par un tremblement de terre fait 362 victimes alors que la population est de 3 324 habitants.
En 1879, l'archipel Ryūkyū, qui inclut les îles de Sakishima, est annexé par l'empire du Japon et la préfecture d'Okinawa est créée.
Le village de Tarama est officiellement fondé en 1913.

## Économie
Le village de Tarama est essentiellement une commune agricole qui produit des légumes, du maïs et de la canne à sucre. Il entretient aussi des pâtures pour l'élevage de bovins.

## Culture locale
Le village de Tarama est membre de l'association Les Plus Beaux Villages du Japon depuis 2010.

## Patrimoine culturel et naturel
Le village de Tarama compte soixante éléments désignés ou enregistrés comme patrimoine matériel culturel ou naturel, au niveau préfectoral ou municipal. 
- Nom (japonais) (type d’enregistrement)

### Patrimoine matériel
- Carte du registre foncier (地籍図?) (Municipal)
- Copie du « Taishang Ganying Pian » (« trâité de la réponse du Tao »)  (太上感応篇?) (Municipal)
- Documents de la famille Oyazato (親里家文書?) (Préfectoral)
- Généalogie de la branche majeure du clan Ntabaru (土原氏正統系図、家譜?) (Municipal)
- Généalogie de la branche majeure du clan Shōei (向裔氏正統系図、家譜?) (Municipal)
- Généalogie du clan Chūdō (忠導氏系図、家譜?) (Municipal)
- Généalogie du clan Urato (浦渡氏系図、家譜?) (Municipal)
- Généalogie d’une branche mineure du clan Ntabaru (土原氏支流系図、家譜?) (Municipal)
- Généalogie d’une branche mineure du clan Shōei (1) (向裔氏支流系図、家譜?) (Municipal)
- Généalogie d’une branche mineure du clan Shōei (2) (向裔氏支流系図、家譜?) (Municipal)
- Généalogie d’une branche mineure du clan Shōei (3) (向裔氏支流系図、家譜?) (Municipal)
- Plaque portant l’inscription « 龍光 » (扁額(龍光)?) (Municipal)
- Registre de l’année du bœuf (丑年惣頭帳?) (Municipal)
- Registre de l’année du rat (子年惣頭帳?) (Municipal)
- Registre de la taxe foncière (地租名寄帳?) (Municipal)
- Registre de salaires (俸給文書?) (Municipal)
- Registre foncier (土地台帳?) (Municipal)
- Régulations Yoseyama (与世山規模帳?) (Municipal)
- Rouleau suspendu portant l’inscription « 寿 » (掛床(寿)?) (Municipal)
- Rouleau suspendu portant l’inscription « 福 » (掛床(福)?) (Municipal)
- Script d’une pièce de kumiodori (組踊台本?) (Municipal)

### Patrimoine ethnologique
- Site sacré de Futenma Utaki (普天間御嶽?) (Municipal)
- Site sacré de Minema Utaki (嶺間御嶽?) (Municipal)
- Site sacré de Minna Utaki (水納御嶽?) (Municipal)
- Site sacré de Tomari Utaki (泊御嶽?) (Municipal)

### Sites historiques
- Littoral de Takada, vaisseau marchand hollandais (高田海岸、オランダ商船?) (Municipal)
- Sanctuaire Tarama Jinja (多良間神社?) (Municipal)
- Site archéologique de la tour de guet de Yaeyama (八重山遠見台遺跡?) (Municipal)
- Site archéologique de Minna Utaki (水納御嶽遺跡?) (Municipal)
- Site archéologique de Ntabaru Ugam (土原ウガン遺跡?) (Municipal)
- Site archéologique de Shiokawa Utaki (塩川御嶽遺跡?) (Municipal)
- Site archéologique de Terayama (寺山の遺跡?) (Préfectoral)
- Site de la résidence d’Uigusuku-Kandō (水納島の鳥塚?) (Municipal)
- Site de la résidence Kadikari-nu-uya (カディカリ°ヌウヤ屋敷跡?) (Municipal)
- Site de Torizuka sur l’île de Minna (水納島の鳥塚?) (Municipal)
- Site rituel d’Ibi et site de la résidence Shinobose (イビの拝所と仕上世屋跡?) (Municipal)
- Site sacré de Bunajē Ugam (ブナジェーウガム°?) (Municipal)
- Site sacré de Futajji Ugam (フタッジウガム°?) (Municipal)
- Site sacré de Ntabaru Ugam (土原ウガム°?) (Municipal)
- Site sacré de Piitumata Ugam (ピィ°トゥマタウガム°?) (Municipal)
- Site sacré de Shiokawa Utaki (塩川御嶽?) (Municipal)
- Site sacré d’Ungusuku Utaki (運城御嶽?) (Municipal)
- Site sacré d’Utsubaru Ugam (ウツバルウガム°?) (Municipal)
- Source Ama-gā (アマガー?) (Municipal)
- Source Fushato-gā (フシャトガー?) (Municipal)
- Source Futatsu-gā (フタツガー?) (Municipal)
- Source Parima-gā (パリマガー?) (Municipal)
- Source Shugā-gā (シュガーガー?) (Municipal)
- Stèle de la gratitude (報恩の碑?) (Municipal)
- Tombe myāka (mégalithique) de Ntabaru Tuyumya sur l’île de Tarama (多良間島の土原豊見親のミャーカ?) (Préfectoral)
- Tombe Satunushi-baka (里之子墓?) (Municipal)
- Tour de guet de Miyako (宮古遠見台?) (Municipal)
- Tour de guet de Yaeyama (八重山遠見台?) (Municipal)

### Monuments naturels
- Bois matelot (Pemphis acidula) du rocher Panari sur l’île de Minna (水納島のパナリのミズガンピ?) (Municipal)
- Communauté de fukugis (Garcinia subelliptica) du site sacré d’Ungusuku Utaki (運城御嶽のフクギ群落?) (Préfectoral)
- Communauté végétale de Minebaru sur l’île de Tarama (多良間島の嶺原の植物群落?) (Préfectoral)
- Communauté végétale du site sacré de Ntabaru Utaki / Ntabaru Ugam sur l’île de Tarama (多良間島の土原御嶽の植物群落 ・土原ウガンの植物群落?) (Préfectoral)
- Communauté végétale et rangées de fukugis (Garcinia subelliptica) du site sacré de  Shiokawa Utaki (塩川御嶽の植物群落並びにフクギ並木?) (Préfectoral)
- Forêts brise-vent de l’île de Tarama (多良間島の抱護林?) (Préfectoral)
- Site sacré de Shurē Ugam (シュレーウガム°?) (Municipal)

## Symboles municipaux
La fleur symbole du village de Tarama est le safran des teinturiers, dont le nom vernaculaire et la fleur de Tarama, et son arbre symbole est le lilas de Perse.